# Георгиос Сфикас
Георгиос Сфикас (на гръцки: Γεώργιος Σφήκας) е гръцки учител, деец на гръцката въоръжена пропаганда в Македония.

## Биография
Георгиос Сфикас е роден в 1874 година в западномакедонския град Сятища, тогава Османската империя, днес Гърция в семейството на Николаос Сфикас. Учи в Сятища, по-късно завършва гръцката гимназия в Битоля и накрая филология в Атинския университет.
Завръща се в Македония и преподава в гимназията Трамбадзио в родния си град. По-късно учителства в гръцката гимназия в Мелник, в Долна Джумая и във Валовища. Активен деец на гръцките комитети, стремящи се да дават отпор на българщината.
В 1917 година, когато Източна Македония е окупирана от български части по време на Първата световна война е отвлечен и убит е от български войници в Левуново заедно с учителя Леонидас Папапавлу, лекаря Анастасиос Хрисафис, банкера Константинос Стамулис, фармацевта Несторос Фокас, бръснаря Стерьос Георгиу-Куреос и един друг серски гръцки първенец.